# Grand Prix Portugalii 1958
Grand Prix Portugalii 1958 (oryg. Grande Premio de Portugal) – 9. runda Mistrzostw Świata Formuły 1 w sezonie 1958, która odbyła się 24 sierpnia 1958 po raz 1. na torze Circuito da Boavista.
7. Grand Prix Portugalii, 1. zaliczane do Mistrzostw Świata Formuły 1.

## Wyniki

### Kwalifikacje
Źródło: statsf1.com
| P  | Nr | Kierowca                 | Konstruktor(-silnik) | Opony | Czas    | Odstęp | Strata |
| -- | -- | ------------------------ | -------------------- | ----- | ------- | ------ | ------ |
| 1  | 2  | Stirling Moss            | Vanwall              | D     | 2:34,21 | –      | –      |
| 2  | 24 | Mike Hawthorn            | Ferrari              | E     | 2:34,26 | +0,05  | +0,05  |
| 3  | 6  | Stuart Lewis-Evans       | Vanwall              | D     | 2:34,60 | +0,34  | +0,39  |
| 4  | 8  | Jean Behra               | BRM                  | D     | 2:34,99 | +0,39  | +0,78  |
| 5  | 4  | Tony Brooks              | Vanwall              | D     | 2:35,96 | +0,97  | +1,75  |
| 6  | 22 | Wolfgang von Trips       | Ferrari              | E     | 2:37,04 | +1,08  | +2,83  |
| 7  | 10 | Harry Schell             | BRM                  | D     | 2:37,05 | +0,01  | +2,84  |
| 8  | 14 | Jack Brabham             | Cooper-Climax        | D     | 2:37,46 | +0,41  | +3,25  |
| 9  | 12 | Maurice Trintignant      | Cooper-Climax        | D     | 2:37,97 | +0,51  | +3,76  |
| 10 | 28 | Carroll Shelby           | Maserati             | P     | 2:40,40 | +2,43  | +6,19  |
| 11 | 16 | Roy Salvadori            | Cooper-Climax        | D     | 2:43,03 | +2,63  | +8,82  |
| 12 | 20 | Graham Hill              | Lotus-Climax         | D     | 2:46,22 | +3,19  | +12,01 |
| 13 | 18 | Cliff Allison            | Maserati             | P     | 2:46,27 | +0,05  | +12,06 |
| 14 | 32 | Jo Bonnier               | Maserati             | P     | 2:46,60 | +0,33  | +12,39 |
| 15 | 30 | Maria Teresa de Filippis | Maserati             | P     | 3:01,95 | +15,35 | +27,74 |
| P  | Nr | Kierowca                 | Konstruktor(-silnik) | Opony | Czas    | Odstęp | Strata |

### Wyścig
Źródła: statsf1.com
| P                                                     | + / –     | Nr | Kierowca                 | Konstruktor   | Opony | Okr. | Czas / Strata | Komentarz                   |
| ----------------------------------------------------- | --------- | -- | ------------------------ | ------------- | ----- | ---- | ------------- | --------------------------- |
| 1                                                     | Bez zmian | 2  | Stirling Moss            | Vanwall       | D     | 50   | 2:11:27,80    |                             |
| 2                                                     | Bez zmian | 24 | Mike Hawthorn            | Ferrari       | E     | 50   | +5:12,75      |                             |
| 3                                                     | Bez zmian | 6  | Stuart Lewis-Evans       | Vanwall       | D     | 49   | +1 okr.       |                             |
| 4                                                     | Bez zmian | 8  | Jean Behra               | BRM           | D     | 49   | +1 okr.       |                             |
| 5                                                     | 1         | 22 | Wolfgang von Trips       | Ferrari       | E     | 49   | +1 okr.       |                             |
| 6                                                     | 1         | 10 | Harry Schell             | BRM           | D     | 49   | +1 okr.       |                             |
| 7                                                     | 1         | 14 | Jack Brabham             | Cooper-Climax | D     | 48   | +2 okr.       |                             |
| 8                                                     | 1         | 12 | Maurice Trintignant      | Cooper-Climax | D     | 48   | +2 okr.       |                             |
| 9                                                     | 2         | 16 | Roy Salvadori            | Cooper-Climax | D     | 46   | +4 okr.       |                             |
| Niesklasyfikowani                                     |           |    |                          |               |       |      |               |                             |
|                                                       |           | 28 | Carroll Shelby           | Maserati      | P     | 47   | +3 okr.       | hamulce                     |
|                                                       |           | 4  | Tony Brooks              | Vanwall       | D     | 37   | +13 okr.      | wypadek                     |
|                                                       |           | 20 | Graham Hill              | Lotus-Climax  | D     | 25   | +25 okr.      | wypadek                     |
|                                                       |           | 18 | Cliff Allison            | Maserati      | P     | 15   | +35 okr.      | wypadek                     |
|                                                       |           | 32 | Jo Bonnier               | Maserati      | P     | 9    | +41 okr.      | choroba                     |
|                                                       |           | 30 | Maria Teresa de Filippis | Maserati      | P     | 6    | +44 okr.      | silnik                      |
| Nie wystartowali / niedopuszczeni do ponownego startu |           |    |                          |               |       |      |               |                             |
|                                                       |           | 26 | Phil Hill                | Ferrari       | E     | 0    |               | nie przybył                 |
|                                                       |           | 34 | Casimiro de Oliveira     | Maserati      | P     | 0    |               | nie przybył                 |
|                                                       |           | 18 | Cliff Allison            | Lotus-Climax  | D     | 0    |               | wypadek (pojechał Maserati) |
| P                                                     | + / –     | Nr | Kierowca                 | Konstruktor   | Opony | Okr. | Czas / Strata | Komentarz                   |

### Najszybsze okrążenie
Źródło: statsf1.com
| Nr | Kierowca      | Konstruktor | Czas    | Okr. |
| -- | ------------- | ----------- | ------- | ---- |
| 24 | Mike Hawthorn | Ferrari     | 2:32,37 | 36   |

### Prowadzenie w wyścigu
Źródło: statsf1.com
| Nr                              | Kierowca      | Konstruktor | Okrążenia | Suma |
| ------------------------------- | ------------- | ----------- | --------- | ---- |
| 2                               | Stirling Moss | Vanwall     | 1, 8-50   | 44   |
| 24                              | Mike Hawthorn | Ferrari     | 2-7       | 6    |
| \| Wykres \| \| ------ \| \| \| |               |             |           |      |
| Wykres                          |               |             |           |      |
|                                 |               |             |           |      |

## Klasyfikacja po wyścigu
Pierwsza piątka otrzymywała punkty według klucza 8-6-4-3-2, 1 punkt przyznawany był dla kierowcy, który wykonał najszybsze okrążenie w wyścigu. Liczone było tylko 6 najlepszych wyścigów danego kierowcy. W nawiasach podano wszystkie zebrane punkty, nie uwzględniając zasady najlepszych wyścigów.
Uwzględniono tylko kierowców, którzy zdobyli jakiekolwiek punkty
| P  | +/− | Kierowca            | Starty | Punkty | P1 | P2 | P3 | PP | NO | NS |
| -- | --- | ------------------- | ------ | ------ | -- | -- | -- | -- | -- | -- |
| 1  | 0   | Mike Hawthorn       | 8      | 36     | 1  | 3  | 1  | 3  | 5  | 2  |
| 2  | 0   | Stirling Moss       | 8      | 32     | 3  | 1  | –  | 2  | 2  | 4  |
| 3  | 0   | Tony Brooks         | 7      | 16     | 2  | –  | –  | 1  | –  | 4  |
| 4  | 0   | Peter Collins       | 7      | 14     | 1  | –  | 1  | –  | –  | 4  |
| 5  | 0   | Roy Salvadori       | 7      | 13     | –  | 1  | 1  | –  | –  | 1  |
| 6  | 0   | Maurice Trintignant | 7      | 12     | 1  | –  | 1  | –  | –  | 1  |
| 7  | 0   | Luigi Musso         | 5      | 12     | –  | 2  | –  | –  | –  | 2  |
| 8  | 0   | Harry Schell        | 8      | 12     | –  | 1  | –  | –  | –  | 2  |
| 9  | +1  | Stuart Lewis-Evans  | 6      | 11     | –  | –  | 2  | 1  | –  | 3  |
| 10 | +4  | Jean Behra          | 8      | 9      | –  | –  | 1  | –  | –  | 5  |
| 11 | 0   | Wolfgang von Trips  | 5      | 9      | –  | –  | 1  | –  | –  | 2  |
| 12 | −3  | Jimmy Bryan         | 1      | 8      | 1  | –  | –  | –  | –  | –  |
| 13 | −1  | Juan Manuel Fangio  | 2      | 7      | –  | –  | –  | 1  | 1  | –  |
| 14 | −1  | George Amick        | 1      | 6      | –  | 1  | –  | –  | –  | –  |
| 15 | 0   | Johnny Boyd         | 1      | 4      | –  | –  | 1  | –  | –  | –  |
| 16 | 0   | Tony Bettenhausen   | 1      | 4      | –  | –  | –  | –  | 1  | –  |
| 17 | 0   | Jack Brabham        | 7      | 3      | –  | –  | –  | –  | –  | 2  |
| 18 | 0   | Cliff Allison       | 7      | 3      | –  | –  | –  | –  | –  | 3  |
| 19 | 0   | Jim Rathmann        | 1      | 2      | –  | –  | –  | –  | –  | –  |
| P  | +/− | Kierowca            | Starty | Punkty | P1 | P2 | P3 | PP | NO | NS |

### Konstruktorzy
Tylko jeden, najwyżej uplasowany kierowca danego konstruktora, zdobywał dla niego punkty. Również do klasyfikacji zaliczano 6 najlepszych wyników.
| P                 | +/− | Konstruktor    | Starty | Punkty  | P1 | P2 | P3 | PP | NO | NS |
| ----------------- | --- | -------------- | ------ | ------- | -- | -- | -- | -- | -- | -- |
| 1                 | +1  | Vanwall        | 20     | 41      | 4  | 1  | 2  | 4  | 2  | 12 |
| 2                 | −1  | Ferrari        | 27     | 40 (45) | 2  | 5  | 3  | 3  | 5  | 10 |
| 3                 | 0   | Cooper-Climax  | 28     | 29      | 2  | 1  | 2  | –  | –  | 8  |
| 4                 | 0   | BRM            | 15     | 15      | –  | 1  | 1  | –  | –  | 8  |
| 5                 | 0   | Maserati       | 33     | 6       | –  | –  | –  | 1  | 1  | 17 |
| 6                 | 0   | Lotus-Climax   | 15     | 3       | –  | –  | –  | –  | –  | 10 |
| 7                 | 0   | Porsche        | 3      | 0       | –  | –  | –  | –  | –  | 1  |
| Niesklasyfikowani |     |                |        |         |    |    |    |    |    |    |
|                   |     | Connaught-Alta | 2      | –       | –  | –  | –  | –  | –  | 2  |
| P                 | +/− | Kierowca       | Starty | Punkty  | P1 | P2 | P3 | PP | NO | NS |